# Образовне институције у Пожаревцу
Образовне институције у Пожаревцу укључују следеће.

## Основне школе
- ОШ „Вук Караџић”, Моравска бр.2
- ОШ „Доситеј Обрадовић”, Јована Шербановића 10
- ОШ „Десанка Максимовић” Бусије, Шесте личке дивизије бб
- ОШ „Краљ Александар I”, Симе Симића 3
- ОШ „Свети Сава”, Војске Југославије 18
- ОШ „Милош Савић”, Лучица
- ОШ „Свети владика Николај”, Брадарац
- ОШ „Јован Цвијић”, Костолац

## Гимназије и средње школе
- Економско-трговинска школа Пожаревац, Јована Шербановића 6
- Медицинска школа Пожаревац, Лоле Рибара 6-8
- Музичка школа „Стеван Стојановић Мокрањац”, Кнеза Лазара 1
- Пожаревачка гимназија, Симе Симића 1
- Политехничка школа Пожаревац, Јована Шербановића 5
- Пољопривредна школа са домом ученика „Соња Маринковић” Пожаревац, Илије Бирчанина 70
- Техничка школа са домом ученика „Никола Тесла” Костолац, Боже Димитријевића бб

## Више школе и факултети
- Висока техничка школа струковних студија Пожаревац, Немањина 2